# 高橋哲雄 (経済学者)
高橋 哲雄（たかはし てつお、1931年 - 2022年）は、日本の経済学者、英国経済史学者、甲南大学・大阪商業大学名誉教授。専攻は産業組織論・イギリス社会文化史。

## 経歴
兵庫県神戸市生まれ。1954年京都大学経済学部卒業。同大学院で大野英二に師事。1971年「イギリス鉄鋼独占の研究」で経済学博士。関西学院大学講師、甲南大学経済学部助教授、教授、副学長、1996年退職、名誉教授、大阪商業大学教授、同名誉教授。

## 著書
- 『イギリス鉄鋼独占の研究』ミネルヴァ書房 1967
- 『産業論序説』実教出版 1978
- 『二つの大聖堂のある町 現代イギリスの社会と文化』筑摩書房 1985　のち学芸文庫
- 『ミステリーの社会学 近代的「気晴らし」の条件』中公新書 1989
- 『アイルランド歴史紀行』筑摩書房 ちくまライブラリー 1991　のち学芸文庫
- 『イギリス歴史の旅』朝日選書 1996
- 『スコットランド歴史を歩く』岩波新書 2004
- 『東西食卓異聞』ミネルヴァ書房 2007
- 『都市は〈博物館〉 ヨーロッパ・九つの街の物語』岩波書店 2008
- 『本、註多きがゆえに尊からず 私のサミング・アップ』ミネルヴァ書房 2009
- 『先生とはなにか 京都大学師弟物語』ミネルヴァ書房 2010

### 共編
- 『講座西洋経済史 4 大恐慌前後』入江節次郎共責任編集 同文館出版 1980

### 翻訳
- ヘルマン・レヴィ『イギリスとドイツ ―類似性と対照性』未来社 1974
- J・A・ホブスン『異端の経済学者の告白 ―ホブスン自伝』新評論 1983

## 参考
- 高橋哲雄教授略歴・著作目録 (高橋哲雄教授退職記念号) 甲南経済学論集 1996-03